# Janggu

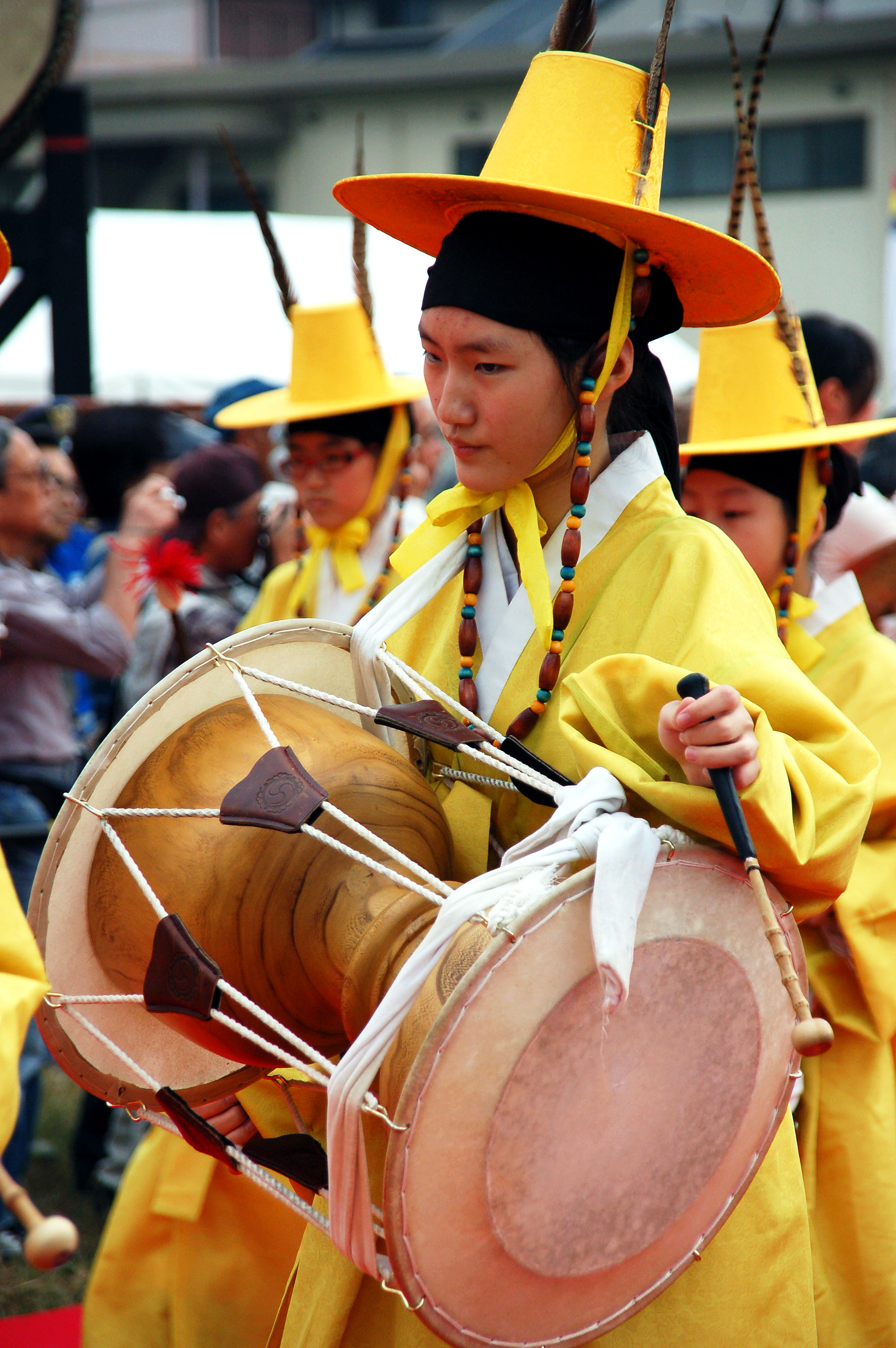
Janggu-Spieler in koreanischer Tracht

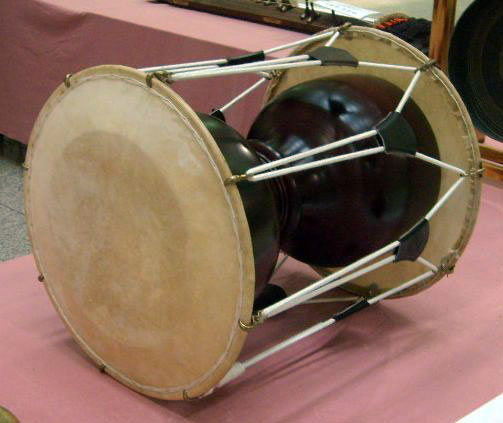
Janggu

Janggu (koreanisch: 장구), auch changgo, changgu, in älteren Texten auch seyogo („engtaillierte Trommel“), ist eine zweifellige Trommel mit einem sanduhrförmigen Korpus. Sie wird in allen Musikstilen der koreanischen Musik von der höfischen Musik bis zu schamanischen Zeremonien (muak) mit Ausnahme der epischen Gesänge (Pansori) eingesetzt.

## Bauform
Der Korpus besteht aus Paulownia-Holz, seltener aus Ton, und ist farbig lackiert. Die Länge variiert zwischen 40 und über 60 Zentimeter, die Durchmesser der beiden Öffnungen betragen 20 bis über 30 Zentimeter. Die Bauform der janggu entspricht der japanischen Sanduhrtrommel tsuzumi. Die beiden Felle sind an Metallringen festgenäht, deren Durchmesser fast das Doppelte der Korpusöffnungen beträgt. Die Membranen sind nicht fest mit dem Korpus verbunden, sondern werden durch Schnüre nach dem Prinzip der südindischen idakka miteinander verspannt. Der Spieler schlägt mit einem Bambusstock, ch‘ae genannt, auf die rechte Seite der Trommel und erzeugt einen tak-Klang, mit der Ballen der linken Hand erzeugt er auf dem linken Fell einen kung-Klang.

## Herkunft
Die janggu, über die es nur wenig historische Informationen gibt, wird auf einer Glocke aus dem Silla-Reich (57 v. Chr. bis 935) und auf einem Steinrelief derselben Epoche abgebildet, ebenso auf einem Goguryeo-Grabbild (37 v. Chr. bis 668). Die erste Handschrift ist von 1076 überliefert, in der eine janggu genannte Trommel als Volksmusikinstrument bezeichnet wird.
Für das Jahr 1114 wurde von zwanzig janggu berichtet, die der chinesische Song-Kaiser dem koreanischen Koryo-Hof (918–1392) geschenkt haben soll. Die janggu wird häufig im 6- oder 12-taktigen Rhythmusmuster (jangdan) gespielt, das vor allem in der bäuerlichen Volksmusik (Nongak) zum Einsatz kommt. Zugleich ist sie ein wichtiger Bestandteil der höfischen Musik (jeong-ak) und der Musik der Gelehrtenklasse (pungryu) und wird zur Begleitung der solistischen Instrumental-Suiten sanjo eingesetzt. Die janggu ist nicht zu verwechseln mit der Fasstrommel buk, die zur Begleitung der Pansori-Gesänge eingesetzt wird.  Wegen ihrer flexiblen Eigenschaft und ihrer Beweglichkeit bei komplexen Rhythmen kommt der janggu auch heute noch die Rolle eines grundlegenden Begleitinstruments zu.